# Otto Friedrich Fürchtegott von Bonin
Otto Friedrich Fürchtegott von Bonin (* 2. März 1756 (1757) in Elvershagen; † 27. November 1833 in Stargard in Pommern)  war ein preußischer Landschaftsdirektor. Er leitete von 1784 bis zu seinem Tode das Stargarder Departement der Pommerschen Landschaft. 

## Leben

### Herkunft
Er stammte aus der hinterpommerschen uradligen Familie von Bonin. Sein Vater Friedrich Fürchtegott von Bonin (* 1725; † 1777) war preußischer Leutnant und Gutsbesitzer. Seine Mutter Antoinette Friederike (* 1734; † 1757) war eine geborene Gräfin Finck von Finckenstein. Sein jüngerer Halbbruder Ernst Friedrich Otto von Bonin (* 1761; † 1822) stieg in der preußischen Armee bis zum Generalleutnant auf.

### Werdegang
Otto Friedrich Fürchtegott von Bonin besuchte als Zögling 603 von 1770 bis 1774 die Ritterakademie zu Brandenburg. Von 1774 bis 1777 studierte er an der Universität Halle in erster Linie Rechtswissenschaften, war aber auch als Student der Theologie eingeschrieben.
Im Jahre 1777 übernahm Bonin die von seinem Vater hinterlassenen hinterpommerschen Güter Elvershagen, Oberhagen, Niederhagen A, Karnitz und Klein Raddow. Er beteiligte sich erfolgreich an der Güterspekulation und gelangte zu beträchtlichem Reichtum. Er verkaufte im Jahre 1794 Elvershagen (mit den Vorwerken Louisenhof und Liebenthal), Karnitz und Klein Raddow; wahrscheinlich sind auch Oberhagen und Niederhagen A mitverkauft worden. Hierfür erwarb er noch im selben Jahr Schönwerder (Schönwerder A und Schönwerder B) und Fürstenflagge, im Jahre 1795 Schöneberg. Bei Schönwerder legte er ein Vorwerk an, dem er nach seiner Familie den Namen Bonin gab. 
Bonin engagierte sich von Beginn an in der 1781 gegründeten Pommerschen Landschaft, dem landschaftlichen Kreditinstitut im preußischen Pommern. Zunächst war er Deputierter für den Borckeschen Kreis. 1784 wurde er Landschaftsdirektor für das Stargarder Departement und übte dieses Amt fast 50 Jahre lang bis zu seinem Tode 1833 aus. Er wurde 1831 mit dem Roten Adlerorden 2. Klasse mit Eichenlaub ausgezeichnet. 
Otto Friedrich Fürchtegott von Bonin heiratete Louise Friederike Wilhelmine von Tschierschky (* 1763; † 1836), eine Tochter des späteren Generalmajors Carl Wilhelm von Tschierschky. Aus der Ehe gingen mehrere Kinder hervor. Der Sohn Wilhelm Friedrich Fürchtegott von Bonin (* 1786; † 1852) wurde Oberpräsident der Provinz Pommern. Die Tochter Albertine Dorothea Franziska von Bonin (* 1788; † 1854) heiratete den Oberstleutnant und späteren Generalleutnant Ernst Maximilian von Troschke. Die Tochter Louise von Bonin (* 1793; † 1820) heiratete den Major und späteren Generalleutnant Otto von Zieten.